# Pax (Luftschiff)

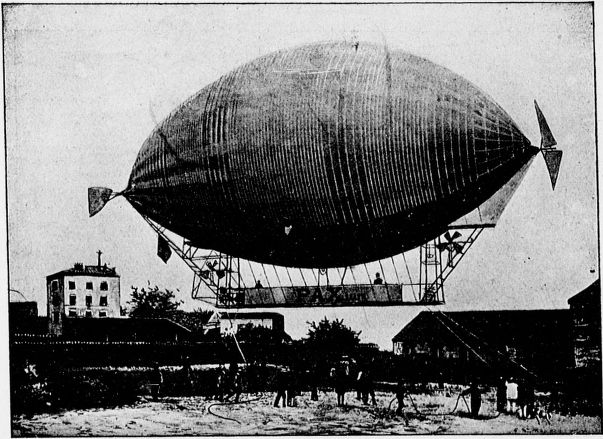
Pax, 1902

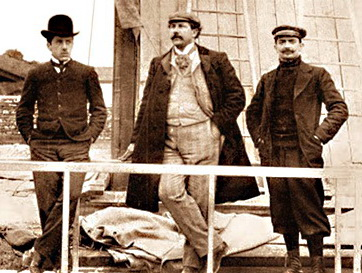
Alvaro Reis, Augusto Severo de Albuquerque Maranhão, Georges Saché

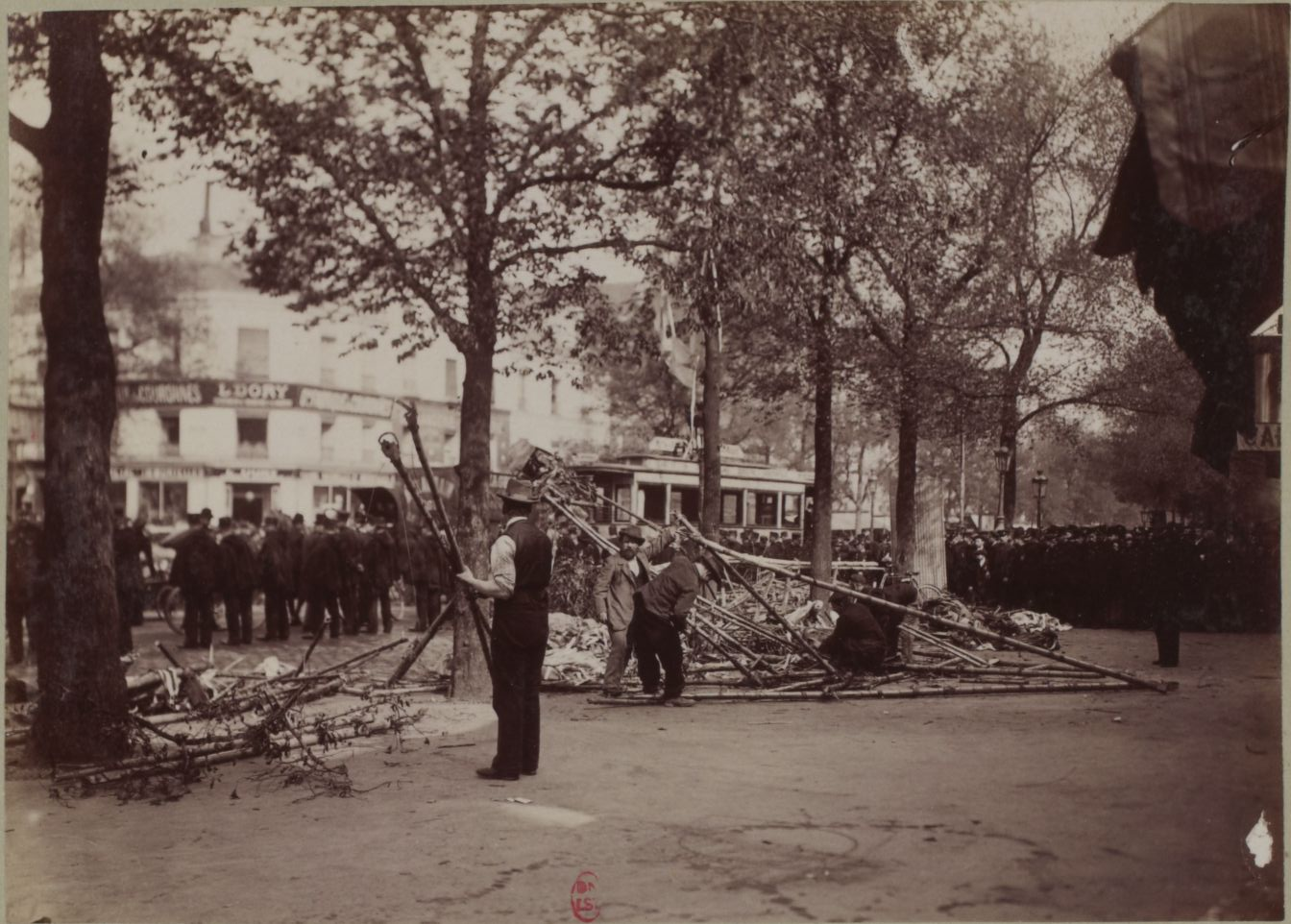
Photographie von Jules Beau

Die Pax war ein halbstarres Luftschiff. Das Luftschiff wurde von Henri Lachambre in Paris erbaut. Die Kosten betrugen 175.000 Franc. Beim Absturz während des Erstflugs am 12. Mai 1902 in Paris kamen sein Konstrukteur Augusto Severo de Albuquerque Maranhão und der Mechaniker Georges Saché um.
Das Luftschiff war etwa 31 m lang und hatte ein Volumen von 2493 m³. Auf der Längsachse der Hülle befanden sich vorn und hinten eine Zug- und eine Schubschraube. Die Motoren stammten von der Société Buchet.
Der Ballon war zunächst für die Verwendung von Leuchtgas berechnet worden. 28 m lang und 11,5 m im größten Durchmesser. Die Gondelplattform war 14 m lang und hing mit Metalldrähten am Netzhemd des Ballons. Zur Konstruktion wurde Bambusrohr, leichtes Holz, Aluminium und Stahldraht verwendet. Angetrieben wurde das Luftschiff durch zwei Luftschrauben, eine mit 6 m Durchmesser hinten und eine mit 3,9 m Durchmesser vorn an der Ballonspitze. Zusätzlich befand sich ein Gondelpropeller mit 3 m Durchmesser hinten an der Gondel, der den Luftwiderstand der Gondel ausgleichen sollte. Statt der üblichen Steuerruder verwendete Severo zwei Steuerpropeller, die vorn und hinten an der Plattform quer zur Fahrtrichtung angebracht waren. Alle Propeller waren zweiflügelig und wurden durch zwei Buchet-Motoren, die jeweils vorn und hinten auf der Gondelplattform angebracht waren, angetrieben. Der hintere Motor leistete 24 PS, der vordere 16 PS.
Es zeigte sich, dass der Auftrieb zu gering bemessen war und daher vergrößerte man den Ballon auf 30 m Länge und 12,4 m Durchmesser und verwendete Wasserstoff als Traggas, um Severo und seinen Begleiter nebst Ballast tragen zu können. Bei einer am 4. Mai abgehaltenen Probe hatten ihn 10 Mann mittels eines 10 m langen Taues zu halten, während die Schrauben arbeiteten. Eine zweite Probe am 7. Mai ergab wie bei der ersten das richtige Funktionieren der verschiedenen Mechanismen.
Es wurde ruhiges Wetter abgewartet und am 11. Mai nachmittags die Auffahrt auf den 12. Mai morgens 5 Uhr anberaumt. Geplant war eine Fahrt von Paris nach Issy-les-Moulineaux, jedoch stoppte der Motor in etwa 400 m Höhe, gefolgt von einer Explosion. Beim Absturz kamen Augusto Severo de Albuquerque Maranhão und Georges Saché um. Der Kurzfilm von Georges Méliès über das Unglück gilt als verloren.